# Charles Graves
Charles Graves   (Dublín, 6 de desembre de 1812 - Dublín, 17 de juliol de 1899) va ser un bisbe anglicà i notable matemàtic irlandès.

## Vida i Obra
Graves era membre d'una reputada família que es remuntava al coronel Graves en el segle XVII i en la que es comptaven diferents clergues, alts funcionaris, científics i escriptors. Sis anys més jove que el seu germà John Thomas Graves, també va estudiar al Trinity College a Dublín. El seu professor de matemàtiques va ser James MacCullagh i es va graduar el 1835 en l'especialitat de matemàtiques i física matemàtica. El 1843 va ser nomenat professor de matemàtiques del Trinity, substituint MacCullagh que havia passat a ser catedràtic de física. El 1862 abandona la docència quan ja havia iniciat la seva carrera religiosa essent nomenat, el 1860, degà de la Capella Reial del Castell de Dublín. El 1866 va ser nomenat bisbe de Limerick, càrrec que mantindrà fins a la seva mort.
Com a matemàtic, el seu interès va centrar-se en la geometria i va publicar diversos articles sobre les propietats dels cons, a més de diverses teories relacionades amb els triplets en àlgebra.
També és conegut perquè, influenciat pel seu mestre MacCullagh, ve dedicar-se a buscar i desxifrar escriptures ogàmiques per tota Irlanda. També va tenir una participació important en la comissió que va redactar les compilacions de dret gaèlic (Brehon Laws).